# Parastasia vittata
Parastasia vittata är en skalbaggsart som beskrevs av Snellen Van Vollenhoven 1864. Parastasia vittata ingår i släktet Parastasia och familjen Rutelidae. Inga underarter finns listade i Catalogue of Life.